# Janovice nad Úhlavou (nádraží)
Janovice nad Úhlavou (německy Janowitz) jsou železniční stanice ve vzdálenosti asi jednoho kilometru severozápadním směrem od města Janovice nad Úhlavou v okrese Klatovy v Plzeňském kraji nedaleko řeky Úhlavy. Leží na neelektrizovaném jednokolejném úseku trati Plzeň – Železná Ruda-Alžbětín a jednokolejné neelektrifikované trati Horažďovice předměstí – Domažlice.

## Historie
Stanice byla vybudována jakožto součást Plzeňsko-březenské dráhy (EPPK/PBD) spojující Duchcov, Plzeň, Klatovy a Nýrsko, podle typizovaného stavebního návrhu drážních budov společnosti. 20. září 1876 byl s místním nádražím uveden do provozu celý nový úsek trasy z provizorního nádraží (později Plzeň zastávka), odtud bylo možno od roku 1877 pokračovat po železnici přes hraniční přechod Železná Ruda-Alžbětín do Bavorska. Trať byla také toho roku zaústěna do kolejiště plzeňského nádraží. EPPK byla již roku 1884 zestátněna a trať převzaly Císařsko-královské státní dráhy (kkStB).
V roce 1888 dokončila společnost Českomoravská transverzální dráha (BMTB) budování trati z Horažďovic přes Klatovy a Janovice nad Úhlavou do Domažlic, pravidelný provoz byl zahájen 1. října. Dráha byla součástí snahy o výstavbu traťového koridoru propojujícího již existující železnice v ose od západních Čech po Trenčianskou Teplou. Roku 1918 převzaly provoz stanice Československé státní dráhy, do jejichž sítě byla zahrnuta i Českomoravská transverzální dráha.

## Popis
Ve stanici jsou dvě jednostranná nástupiště: vnější (u staniční budovy) a vnitřní, k příchodu na vnitřní nástupiště slouží přechod přes kolej.